# 皮拉 (奥地利)
皮拉（德語：Pyhra）是奥地利下奥地利州圣帕尔滕兰县的一个市镇。总面积66.76平方公里，总人口3396人，人口密度50.9人/平方公里（2005年）。